# جانج جين يونج
جانج جين يونج (بالكورية: 장진영)‏ (14 يونيو 1972 - 1 سبتمبر 2009) كانت ممثلة كورية جنوبية. 

## روابط خارجية
- جانج جين يونج على موقع IMDb (الإنجليزية)
- جانج جين يونج على موقع أول موفي (الإنجليزية)
- جانج جين يونج على موقع قاعدة بيانات الفيلم (الإنجليزية)